# Любарец, Николай Александрович
Никола́й Алекса́ндрович Любаре́ц (укр. Микола Олександрович Любарець; 13 марта 1994, Червоноград) — украинский военный лётчик, подполковник, участник российско-украинской войны. Герой Украины (2022).

## Биография
Николай Любарец вырос в посёлке Новый Калинов, где его отец служил военным лётчиком. В 2016 году окончил Харьковский национальный университет Воздушных Сил имени Ивана Кожедуба. Служил в Полтаве. В 2019—2020 годах участвовал в миротворческой миссии ООН в Демократической Республике Конго. Также принимал участие в АТО и ООС.
С начала полномасштабного вторжения России в Украину в 2022 году продолжил службу в составе Вооружённых сил Украины. В марте 2022 года, будучи капитаном, вместе с капитаном Романом Дрогомирецким добровольно выполнил сложный полёт на вертолёте из Днепра в Мариуполь с целью доставки боеприпасов защитникам города. На обратном пути они эвакуировали восемь тяжелораненых военнослужащих.

## Награды
- Звание «Герой Украины» с удостоением ордена «Золотая Звезда» (26 марта 2022) — за личное мужество и героизм, проявленные в защите государственного суверенитета и территориальной целостности Украины, верность военной присяге[1].
- Орден Данилы Галицкого (26 марта 2022) — за личное мужество и самоотверженные действия, выявленные в защите государственного суверенитета и территориальной целостности Украины, верность военной присяге[2].
- Орден «За мужество» III степени (7 мая 2025) — за личное мужество и самоотверженные действия, проявленные в защите государственного суверенитета и территориальной целостности Украины, верность военной присяге.